# Synagoga w Białej Podlaskiej (ul. Łazienna)
Synagoga w Białej Podlaskiej – synagoga znajdująca się w Białej Podlaskiej, przy ulicy Łaziennej 2.
Synagoga została zbudowana w pierwszej połowie XX wieku. Należał on do społeczności chasydzkiej. Podczas II wojny światowej hitlerowcy zdewastowali synagogę. Po zakończeniu wojny budynek przebudowano na sklep. W 2004 roku budynek odzyskała Gmina Wyznaniowa Żydowska w Warszawie.